# 기스키촌
기스키촌(喜須来村)은 에히메현 니시우와군에 설치된 촌이다. 